# Sergej Ivanov (politiker)
 Der er flere personer med dette navn, se Sergej Ivanov.
Sergej Borisovitj Ivanov (russisk: Сергей Борисович Иванов, tr. Sergej Borisovitj Ivanov; født 31. januar 1953 i Leningrad, Sovjetunionen) er en russisk politiker. 
Ivanov har en baggrund i KGB og har arbejdet på ambassaderne i Helsinki og Nairobi. Under Boris Jeltsins præsidentperiode begyndte han i 1999 at arbejde som sekretær for det russiske sikkerhedsråd. Ved Vladimir Putins tiltræden fik han udvidede beføjelser og i 2001 efterfulgte han Igor Sergejev som forsvarsminister, en post han havde frem til februar 2007, hvor han blev afløst af Anatolij Serdjukov. 
Efter posten som forsvarsminister tiltrådte han som vice-premierminister for Rusland. Putin og Ivanov er venner fra KGB-tiden i midten af 1970'erne og Ivanov har ofte fået tildelt tunge poster under Putins ledelse. Ivanov blev set som en mulig kandidat til præsidentposten ved præsidentvalget i 2008, men det blev i stedet den anden vice-premierminister Dmitrij Medvedev, der stillede op. 
Sergej Ivanov er udpeget som formand for det russiske statsejede selskab United Aircraft Corporation, der har samlet størstedelen af den russiske flyindustri.

## Eksterne links
- Wikimedia Commons har flere filer relateret til Sergej Ivanov (politiker)